# Scarabaeus subaeneus
Scarabaeus subaeneus е вид бръмбар от семейство Листороги бръмбари (Scarabaeidae). Видът не е застрашен от изчезване.

## Разпространение и местообитание
Разпространен е в Ангола, Гана, Демократична република Конго, Зимбабве, Кот д'Ивоар, Мавритания, Мозамбик, Сенегал, Централноафриканска република и Южна Африка.
Обитава гористи местности, места с песъчлива почва, национални паркове, пасища, савани, крайбрежия и плажове.